# Bluebird Automotive

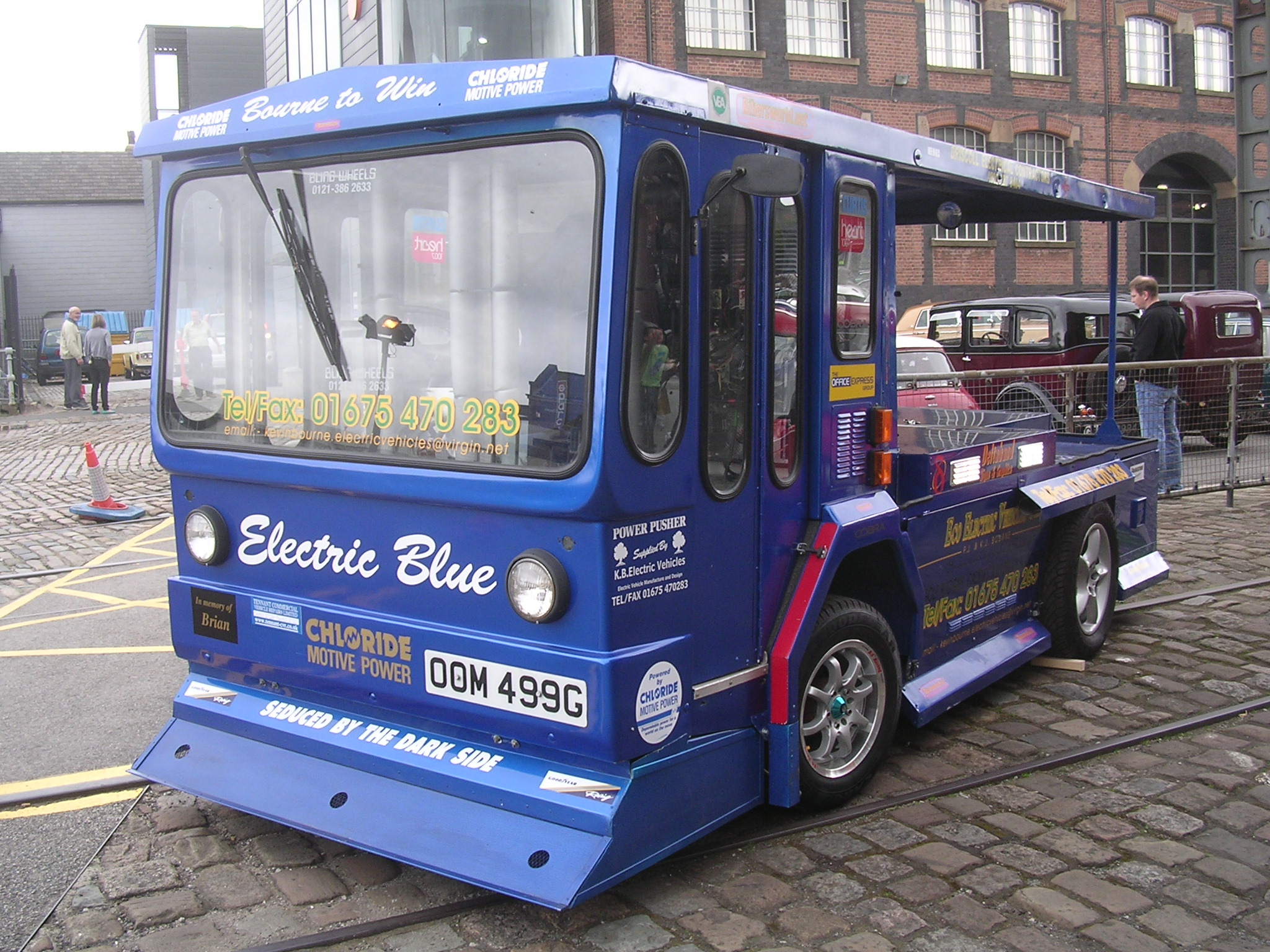
Electron E 150 von Bluebird Automotive

Bluebird Automotive ist ein englischer Hersteller von Elektroautos vom Typ Milk floats und Kleintransporter.
Hauptprodukt ist die Baureihe QEV70.

## Rekorde
Der Prototyp Electron E 150 mit einem 150-kW-Motor hält seit August 2003 den Landgeschwindigkeitsrekord für Milk Floats mit 72,75 Meilen/h.
Mit Hilfe des Prototyps Electric Bluebird hält die Firma mit 137 Meilen/h den europäischen Landgeschwindigkeitsrekord für Elektroautos.

## Hauptprodukt QEV70
Die Zuladung des Kleintransporters QEV70 reicht je nach Aufbau- und Batteriegewicht von 1,5 bis 2,2 Tonnen. Das Leergewicht beträgt 2180 kg, das Maximalgewicht 3820 kg und die Höchstgeschwindigkeit 28 Meilen/h (45 km/h).
Die Reichweite mit einer Batterieladung beträgt je nach gewählter Batterievariante 40 bis 100 Meilen (64 bis 160 km). Um einen Dauerbetrieb zu ermöglichen, können die Batterien gewechselt werden.
Der 73-Volt-Motor leistet maximal 11,9 kW.

### Weiterentwicklung der Baureihe
Das Unternehmen entwickelt die Modelle QEV90 mit größerer Leistung und Reichweite und den QEV120 einen Kleinlaster, der 65 Meilen pro Stunde (105 km/h) schnell sein und eine Reichweite von 100 Meilen haben soll. Je nach Variante wiegt er zwischen 7,5 und 10 Tonnen.

## Projekt XDV
Der 4,6 Meter lange und 1,85 Meter breite XDV hat eine maximale Zuladung von 1,7 Tonnen, soll 55 Meilen/h schnell fahren und über eine Reichweite von 50 Meilen verfügen.